# Stone-Raum
In der mengentheoretischen Topologie ist ein Stone-Raum (auch proendlicher Raum, proendliche Menge oder Boolescher Raum) ein kompakter  und total unzusammenhängender Hausdorff-Raum.

## Definition
Für einen topologischen Raum {\displaystyle X} sind die folgenden Aussagen äquivalent:
- {\displaystyle X} ist kompakt, Hausdorff und total unzusammenhängend;
- {\displaystyle X} ist homöomorph zu einem projektiven Limes endlicher diskreter Räume in der Kategorie der topologischen Räume;[1]
- {\displaystyle X} ist kompakt, T0 und hat induktive Dimension 0;
- {\displaystyle X} ist spektral und Hausdorff.[2]

In diesem Fall heißt {\displaystyle X} Stone-Raum.

## Beispiele
- Ein endlicher topologischer Raum ist genau dann ein Stone-Raum, wenn er diskret ist.
- Für eine Primzahl {\displaystyle p} ist der Ring der {\displaystyle p}-adischen ganzen Zahlen {\displaystyle \mathbb {Z} _{p}} mit der {\displaystyle p}-adischen Topologie ein Stone-Raum.
- Die Cantor-Menge ist ein Stone-Raum.
- Jede proendliche Gruppe ist ein Stone-Raum.
- Jeder kompakte und extremal unzusammenhängende Hausdorff-Raum ist ein Stone-Raum.[4]

## Kategorielle Eigenschaften
Die Kategorie der Stone-Räume mit stetigen Abbildungen ist äquivalent zur Pro-Kategorie der Kategorie der endlichen Mengen. Ein Limes von Stone-Räumen in der Kategorie der topologischen Räume ist wieder ein Stone-Raum. Nach dem Darstellungssatz für Boolesche Algebren ist die Kategorie der Stone-Räume antiäquivalent zur Kategorie der booleschen Algebren.

## Lokale Stone-Räume
Ein topologischer Raum ist lokal Stone bzw. lokal proendlich, wenn jeder Punkt eine offene Umgebung besitzt, die mit der Teilraumtopologie ein Stone-Raum ist. Der Körper {\displaystyle \mathbb {Q} _{p}} der {\displaystyle p}-adischen Zahlen ist lokal Stone, aber nicht Stone. Typische Beispiele für lokale Stone-Räume sind lokal proendliche Gruppen.

## Verdichtete Mathematik
Stone-Räume sind die Grundbausteine der verdichteten Mathematik (englisch condensed mathematics, deutsch auch ‚kondensierte Mathematik‘ genannt). Eine verdichtete Menge ist eine Garbe auf einer Kategorie von Stone-Räumen.